# メラニー法
メラニー法とは、ボイストレーニングにより女声を出す方法。トランス女性が、外科的処置に頼らずに訓練によって声の性適合を行う場合に習得することが多い。自身も性同一性障害者であるアメリカのメラニー・アン・フィリップス（Melanie Anne Phillips）によって開発された。
「女性」として社会に適合する為には、「声」は重要な要素である。この方法においては高い声を出すことを目的とせず、女声らしい響きをつけることで、相手に女性として認識させようというものである。

## やり方
- のどを細めるように意識しながら発声する。
- 喉仏を使わないように意識する。
- 具体的には、フォルマントを調整する。
- 喉仏を押さえて（押し込んで）発声するというやり方は誤りである。